# Il Danubio rosso
Il Danubio rosso (The Red Danube) è un film del 1949 diretto da George Sidney e tratto dall'omonimo romanzo di Bruce Marshall.

## Trama
Il colonnello Nicobar, dell'esercito degli Stati Uniti, viene trasferito da Roma a Vienna durante l'occupazione americana al termine della seconda guerra mondiale; il suo compito è far rimpatriare obbligatoriamente i profughi russi. Lo accompagnano il giovane maggiore, John "Twingo", e la sua segretaria Audrey. I tre trovano alloggio in un convento di suore, dove Twingo si innamora di Maria, una cittadina sovietica che deve essere rimpatriata. La ragazza, che non vuole tornare nel suo paese, riesce a sfuggire ai russi e viene nascosta da alcuni amici mentre Nicobar si reca a Roma per esporre al comando americano la situazione dei profughi. È accompagnato dalla severa Madre Superiora, che lo aiuta a ritrovare la fede che aveva perso. A Vienna Nicobar viene sostituito da un altro ufficiale che cattura Maria e nemmeno Audrey, che non ha simpatia per il nuovo capo, riesce ad evitare il peggio: la giovane russa si uccide per evitare il rimpatrio. Finalmente vengono impartite nuove disposizioni che vietano il rimpatrio forzato dei profughi e Nicobar, Twingo e Audrey sono pronti per una nuova missione.